# Slavkov u Brna
Slavkov u Brna (tyska: Austerlitz) är en tjeckisk stad belägen i södra Mähren, 20 kilometer öster om Brno. Staden är mest känd för slaget vid Austerlitz 1805, som ledde till att Tysk-romerska riket upplöstes. Per den 1 januari 2016 hade staden 6 564 invånare.